# Tiro con l'arco ai Giochi olimpici
Il tiro con l'arco è una disciplina olimpica dal 1900 e fino al 1920 ha avuto gare diverse di volta in volta a seconda dell'edizione. Dopo essere stato eliminato dagli sport olimpici, ritorna dal 1972 con le odierne caratteristiche: una competizione individuale ed una a squadre (introdotta solo nel 1988), sia femminile che maschile. Da Tokyo 2020 è stata introdotta la gara a squadre miste.

## Medaglieri
Il 1972 ha segnato l'inizio delle odierne competizioni di tiro con l'arco alle Olimpiadi estive, con gare standard e con molte nazioni partecipanti. Le prime competizioni di tiro con l'arco alle Olimpiadi estive vedevano gare differenti da edizione a edizione con al massimo atleti provenienti da 3 nazioni diverse. Nel 1904, ad esempio, hanno preso parte alle gare solamente atleti statunitensi.

### Dal 1972
Aggiornato a Parigi 2024. L'asterisco * indica le nazioni (o le squadre) non più esistenti.
| Pos | Nazione            | Oro | Argento | Bronzo | Totale |
| --- | ------------------ | --- | ------- | ------ | ------ |
| 1   | Corea del Sud      | 32  | 10      | 8      | 50     |
| 2   | Stati Uniti        | 8   | 5       | 4      | 17     |
| 3   | Italia             | 2   | 3       | 4      | 9      |
| 4   | Francia            | 2   | 2       | 2      | 6      |
| 5   | Cina               | 1   | 7       | 2      | 10     |
| 6   | Unione Sovietica*  | 1   | 3       | 3      | 7      |
| 7   | Finlandia          | 1   | 1       | 2      | 4      |
| 7   | Ucraina            | 1   | 1       | 2      | 4      |
| 9   | Australia          | 1   | 0       | 2      | 3      |
| 10  | Turchia            | 1   | 0       | 1      | 1      |
| 11  | Spagna             | 1   | 0       | 0      | 1      |
| 12  | Giappone           | 0   | 3       | 4      | 7      |
| 13  | Germania           | 0   | 3       | 2      | 5      |
| 14  | Taipei cinese      | 0   | 2       | 2      | 4      |
| 15  | Belgio             | 0   | 2       | 0      | 2      |
| 15  | ROC                | 0   | 2       | 0      | 2      |
| 15  | Svezia             | 0   | 2       | 0      | 2      |
| 18  | Messico            | 0   | 1       | 3      | 4      |
| 19  | Paesi Bassi        | 0   | 1       | 1      | 2      |
| 19  | Polonia            | 0   | 1       | 1      | 2      |
| 19  | Russia             | 0   | 1       | 1      | 2      |
| 22  | Indonesia          | 0   | 1       | 0      | 1      |
| 23  | Gran Bretagna      | 0   | 0       | 4      | 4      |
| 24  | Squadra Unificata* | 0   | 0       | 2      | 2      |

### Complessivo
| Pos | Nazione            | Oro | Argento | Bronzo | Totale |
| --- | ------------------ | --- | ------- | ------ | ------ |
| 1   | Corea del Sud      | 32  | 10      | 8      | 50     |
| 2   | Stati Uniti        | 14  | 11      | 10     | 35     |
| 3   | Belgio             | 11  | 7       | 3      | 21     |
| 4   | Francia            | 7   | 12      | 8      | 27     |
| 5   | Italia             | 2   | 3       | 4      | 9      |
| 6   | Gran Bretagna      | 2   | 2       | 5      | 9      |
| 7   | Cina               | 1   | 7       | 2      | 10     |
| 8   | Unione Sovietica*  | 1   | 3       | 3      | 7      |
| 9   | Finlandia          | 1   | 1       | 2      | 4      |
| 9   | Ucraina            | 1   | 1       | 2      | 4      |
| 11  | Paesi Bassi        | 1   | 1       | 1      | 3      |
| 12  | Australia          | 1   | 0       | 2      | 3      |
| 13  | Turchia            | 1   | 0       | 1      | 2      |
| 14  | Spagna             | 1   | 0       | 0      | 1      |
| 15  | Giappone           | 0   | 3       | 4      | 7      |
| 16  | Germania           | 0   | 3       | 2      | 5      |
| 17  | Taipei cinese      | 0   | 2       | 2      | 4      |
| 18  | ROC                | 0   | 2       | 0      | 2      |
| 18  | Svezia             | 0   | 2       | 0      | 2      |
| 20  | Messico            | 0   | 1       | 3      | 4      |
| 21  | Polonia            | 0   | 1       | 1      | 2      |
| 21  | Russia             | 0   | 1       | 1      | 1      |
| 23  | Indonesia          | 0   | 1       | 0      | 1      |
| 24  | Squadra Unificata* | 0   | 0       | 2      | 2      |

## Albo d'oro

### Maschile

#### Individuale
| Edizione                                     | Oro                                          | Argento                                      | Bronzo                                       |
| -------------------------------------------- | -------------------------------------------- | -------------------------------------------- | -------------------------------------------- |
| Monaco 1972                                  | John Williams                                | Gunnar Jervill                               | Kyösti Laasonen                              |
| Montréal 1976                                | Darrell Pace                                 | Hiroshi Michinaga                            | Giancarlo Ferrari                            |
| Mosca 1980                                   | Tomi Poikolainen                             | Boris Isačenko                               | Giancarlo Ferrari                            |
| Los Angeles 1984                             | Darrell Pace                                 | Richard McKinney                             | Hiroshi Yamamoto                             |
| Seoul 1988                                   | Jay Barrs                                    | Park Sung-soo                                | Vladimir Ešeev                               |
| Barcellona 1992                              | Sébastien Flute                              | Chung Jae-hun                                | Simon Terry                                  |
| Atlanta 1996                                 | Justin Huish                                 | Magnus Petersson                             | Oh Kyo-moon                                  |
| Sydney 2000                                  | Simon Fairweather                            | Vic Wunderle                                 | Wietse van Alten                             |
| Atene 2004                                   | Marco Galiazzo                               | Hiroshi Yamamoto                             | Tim Cuddihy                                  |
| Pechino 2008                                 | Viktor Ruban                                 | Park Kyung-mo                                | Bair Badënov                                 |
| Londra 2012                                  | Oh Jin-hyek                                  | Takaharu Furukawa                            | Dai Xiaoxiang                                |
| Rio de Janeiro 2016                          | Ku Bon-chan                                  | Jean-Charles Valladont                       | Brady Ellison                                |
| Tokyo 2020                                   | Mete Gazoz                                   | Mauro Nespoli                                | Takaharu Furukawa                            |
| Parigi 2024                                  | Kim Woo-jin                                  | Brady Ellison                                | Lee Woo-seok                                 |
| Atleta meglio premiato: Darrell Pace (2/0/0) | Atleta meglio premiato: Darrell Pace (2/0/0) | Nazione meglio premiata: Stati Uniti (5/3/3) | Nazione meglio premiata: Stati Uniti (5/3/3) |

#### Squadre
| Edizione                                       | Oro           | Argento       | Bronzo        |
| ---------------------------------------------- | ------------- | ------------- | ------------- |
| Seoul 1988                                     | Corea del Sud | Stati Uniti   | Gran Bretagna |
| Barcellona 1992                                | Spagna        | Finlandia     | Gran Bretagna |
| Atlanta 1996                                   | Stati Uniti   | Corea del Sud | Italia        |
| Sydney 2000                                    | Corea del Sud | Italia        | Stati Uniti   |
| Atene 2004                                     | Corea del Sud | Taipei cinese | Ucraina       |
| Pechino 2008                                   | Corea del Sud | Italia        | Cina          |
| Londra 2012                                    | Italia        | Stati Uniti   | Corea del Sud |
| Rio de Janeiro 2016                            | Corea del Sud | Stati Uniti   | Australia     |
| Tokyo 2020                                     | Corea del Sud | Taipei cinese | Giappone      |
| Parigi 2024                                    | Corea del Sud | Francia       | Turchia       |
| Nazione meglio premiata: Corea del Sud (7/1/1) |               |               |               |

### Femminile

#### Individuale
| Edizione                                      | Oro                                           | Argento                                         | Bronzo                                          |
| --------------------------------------------- | --------------------------------------------- | ----------------------------------------------- | ----------------------------------------------- |
| Monaco 1972                                   | Doreen Wilber                                 | Irena Szydłowska                                | Emma Gapčenko                                   |
| Montréal 1976                                 | Luann Ryon                                    | Valentina Kovpan                                | Zebiniso Rustamova                              |
| Mosca 1980                                    | Keto Losaberidze                              | Natal'ja Butuzova                               | Päivi Aaltonen                                  |
| Los Angeles 1984                              | Seo Hyang-soon                                | Li Lingiuan                                     | Kim Jin-ho                                      |
| Seoul 1988                                    | Kim Soo-nyung                                 | Wang Hee-kyung                                  | Yun Young-sook                                  |
| Barcellona 1992                               | Cho Youn-jeong                                | Kim Soo-nyung                                   | Natalia Valeeva                                 |
| Atlanta 1996                                  | Kim Kyung-wook                                | He Ying                                         | Olena Sadovnyča                                 |
| Sydney 2000                                   | Yun Mi-jin                                    | Kim Nam-soon                                    | Kim Soo-nyung                                   |
| Atene 2004                                    | Park Sung-hyun                                | Lee Sung-jin                                    | Alison Williamson                               |
| Pechino 2008                                  | Zhang Juanjuan                                | Park Sung-hyun                                  | Yun Ok-hee                                      |
| Londra 2012                                   | Ki Bo-bae                                     | Aída Romàn                                      | Mariana Avitia                                  |
| Rio de Janeiro 2016                           | Chang Hye-jin                                 | Lisa Unruh                                      | Ki Bo-bae                                       |
| Tokyo 2020                                    | An San                                        | Elena Osipova                                   | Lucilla Boari                                   |
| Parigi 2024                                   | Lim Si-hyeon                                  | Nam Su-hyeon                                    | Lisa Barbelin                                   |
| Atleta meglio premiato: Kim Soo-nyung (1/1/1) | Atleta meglio premiato: Kim Soo-nyung (1/1/1) | Nazione meglio premiata: Corea del Sud (10/6/5) | Nazione meglio premiata: Corea del Sud (10/6/5) |

#### Squadre
| Edizione                                        | Oro           | Argento   | Bronzo            |
| ----------------------------------------------- | ------------- | --------- | ----------------- |
| Seoul 1988                                      | Corea del Sud | Indonesia | Stati Uniti       |
| Barcellona 1992                                 | Corea del Sud | Cina      | Squadra Unificata |
| Atlanta 1996                                    | Corea del Sud | Germania  | Polonia           |
| Sydney 2000                                     | Corea del Sud | Ucraina   | Germania          |
| Atene 2004                                      | Corea del Sud | Cina      | Taipei cinese     |
| Pechino 2008                                    | Corea del Sud | Cina      | Francia           |
| Londra 2012                                     | Corea del Sud | Cina      | Giappone          |
| Rio de Janeiro 2016                             | Corea del Sud | Russia    | Taipei cinese     |
| Tokyo 2020                                      | Corea del Sud | ROC       | Germania          |
| Parigi 2024                                     | Corea del Sud | Cina      | Messico           |
| Nazione meglio premiata: Corea del Sud (10/0/0) |               |           |                   |

### Misto

#### Squadre
| Edizione                                       | Oro           | Argento     | Bronzo      |
| ---------------------------------------------- | ------------- | ----------- | ----------- |
| Tokyo 2020                                     | Corea del Sud | Paesi Bassi | Messico     |
| Parigi 2024                                    | Corea del Sud | Germania    | Stati Uniti |
| Nazione meglio premiata: Corea del Sud (2/0/0) |               |             |             |

### Eventi non più in programma

#### Maschile
| Edizione       | Oro                                              | Argento                                          | Bronzo                                           |
| -------------- | ------------------------------------------------ | ------------------------------------------------ | ------------------------------------------------ |
| Parigi 1900    | Au chapelet 33 m individuale                     | Au chapelet 33 m individuale                     | Au chapelet 33 m individuale                     |
| Parigi 1900    | Hubert Van Innis                                 | Victor Thibaud                                   | Charles Frédéric Petit                           |
| Parigi 1900    | Au chapelet 50 m individuale                     |                                                  |                                                  |
| Parigi 1900    | Eugène Mougin                                    | Henri Helle                                      | Émile Mercier                                    |
| Parigi 1900    | Au cordon doré 33 m individuale                  |                                                  |                                                  |
| Parigi 1900    | Hubert Van Innis                                 | Victor Thibaud                                   | Charles Frédéric Petit                           |
| Parigi 1900    | Au cordon doré 50 m individuale                  |                                                  |                                                  |
| Parigi 1900    | Henri Hérouin                                    | Hubert Van Innis                                 | Émile Fisseux                                    |
| Parigi 1900    | Sur la perche à la herse individuale             |                                                  |                                                  |
| Parigi 1900    | Emmanuel Foulon                                  | Auguste Serrurier Émile Druart                   | —                                                |
| Parigi 1900    | Sur la perche à la pyramide individuale          |                                                  |                                                  |
| Parigi 1900    | Émile Grumiaux                                   | Auguste Serrurier                                | Louis Glineux                                    |
| St. Louis 1904 | Round americano doppio 60y, 50y, 40y individuale | Round americano doppio 60y, 50y, 40y individuale | Round americano doppio 60y, 50y, 40y individuale |
| St. Louis 1904 | Phil Bryant                                      | Robert Williams                                  | Will Thompson                                    |
| St. Louis 1904 | Round York doppio 60y, 50y, 40y individuale      |                                                  |                                                  |
| St. Louis 1904 | Phil Bryant                                      | Robert Williams                                  | Will Thompson                                    |
| St. Louis 1904 | Round 60y a squadre                              |                                                  |                                                  |
| St. Louis 1904 | Stati Uniti                                      | Stati Uniti                                      | Stati Uniti                                      |
| Londra 1908    | Stile continentale 50 metri individuale maschile | Stile continentale 50 metri individuale maschile | Stile continentale 50 metri individuale maschile |
| Londra 1908    | Eugène Grisot                                    | Louis Vernet                                     | Gustave Cabaret                                  |
| Londra 1908    | Round York individuale                           |                                                  |                                                  |
| Londra 1908    | William Dod                                      | Reginald Brooks-King                             | Henry Richardson                                 |
| Anversa 1920   | Bersaglio fisso grande individuale               | Bersaglio fisso grande individuale               | Bersaglio fisso grande individuale               |
| Anversa 1920   | Edmond Cloetens                                  | Louis Van de Perck                               | Firmin Flamand                                   |
| Anversa 1920   | Bersaglio fisso piccolo individuale              |                                                  |                                                  |
| Anversa 1920   | Edmond Van Moer                                  | Louis Van de Perck                               | Joseph Hermans                                   |
| Anversa 1920   | Bersaglio mobile 28 metri individuale            |                                                  |                                                  |
| Anversa 1920   | Hubert Van Innis                                 | Léonce Quentin                                   | —                                                |
| Anversa 1920   | Bersaglio mobile 33 metri individuale            |                                                  |                                                  |
| Anversa 1920   | Hubert Van Innis                                 | Julien Brulé                                     | —                                                |
| Anversa 1920   | Bersaglio mobile 50 metri individuale            |                                                  |                                                  |
| Anversa 1920   | Julien Brulé                                     | Hubert Van Innis                                 | —                                                |
| Anversa 1920   | Bersaglio fisso grande a squadre                 |                                                  |                                                  |
| Anversa 1920   | Belgio                                           | —                                                | —                                                |
| Anversa 1920   | Bersaglio fisso piccolo a squadre                |                                                  |                                                  |
| Anversa 1920   | Belgio                                           | —                                                | —                                                |
| Anversa 1920   | Bersaglio mobile 28 metri a squadre              |                                                  |                                                  |
| Anversa 1920   | Paesi Bassi                                      | Belgio                                           | Francia                                          |
| Anversa 1920   | Bersaglio mobile 33 metri a squadre              |                                                  |                                                  |
| Anversa 1920   | Belgio                                           | Francia                                          | —                                                |
| Anversa 1920   | Bersaglio mobile 50 metri a squadre              |                                                  |                                                  |
| Anversa 1920   | Belgio                                           | Francia                                          | —                                                |

#### Femminile
| Edizione       | Oro                                              | Argento                                         | Bronzo                                          |                                                 |
| -------------- | ------------------------------------------------ | ----------------------------------------------- | ----------------------------------------------- | ----------------------------------------------- |
| St. Louis 1904 | Round Columbia doppio 60y, 50y, 40y individuale  | Round Columbia doppio 60y, 50y, 40y individuale | Round Columbia doppio 60y, 50y, 40y individuale | Round Columbia doppio 60y, 50y, 40y individuale |
| St. Louis 1904 | Lida Howell                                      | Emma Cooke                                      | Eliza Pollock                                   |                                                 |
| St. Louis 1904 | Round nazionale doppio 60y, 50y, 40y individuale |                                                 |                                                 |                                                 |
| St. Louis 1904 | Lida Howell                                      | Emma Cooke                                      | Eliza Pollock                                   |                                                 |
| St. Louis 1904 | Round 60y a squadre                              |                                                 |                                                 |                                                 |
| St. Louis 1904 | Stati Uniti                                      | Stati Uniti                                     | —                                               |                                                 |
| Londra 1908    | Round nazionale 60y, 50y individuale             | Round nazionale 60y, 50y individuale            | Round nazionale 60y, 50y individuale            | Round nazionale 60y, 50y individuale            |
| Londra 1908    | Sybil Newall                                     | Charlotte Dod                                   | Beatrice Hill-Lowe                              |                                                 |